# 157-й истребительный авиационный полк
157-й истребительный авиационный Брестский Краснознамённый полк — воинская часть Вооружённых Сил СССР в Великой Отечественной войне.

## История
Полк сформирован в декабре 1940 года.
В составе действующей армии во время Великой Отечественной войны с 22 июня 1941 по 17 декабря 1941, с 19 февраля 1942 по 16 марта 1943 и с 8 мая 1943 по 9 мая 1945 года.
По состоянию на 22 июня 1941 года базировался на аэродроме Левашово, имея в составе 38 истребителей И-16 (в том числе 6 неисправных).
С 7 июля 1941 года полк был включён в состав 7-го авиакорпуса ПВО, после чего до декабря 1941 года осуществлял противовоздушную оборону Ленинграда, перехватывал самолёты противника, штурмовал наземные войска и укрепления.
17 декабря 1941 года отведён в резерв и был перевооружён самолётами «Харрикейн» в Кинешме. Вновь поступил в армию 19 февраля 1942 года, действовал в полосе 4-й ударной армии в районе городов Ржев и Белый. Базировался в Старице
5 апреля 1942 года получил оставшуюся материальную часть из 191-го истребительного полка. Летал в районе Ржева вплоть до того, пока в марте 1943 года немецкое командование отвело свои войска из Ржевского выступа. Осенью 1942 года в полк были сведены лучшие лётчики воздушной армии и он стал неофициально именоваться полком асов.
16 марта 1943 года отведён в резерв. Был перевооружён именными истребителями Як-7Б «Трудовые резервы». 8 мая 1943 года полк разместился на полевом аэродроме местечка Красное (находился там по крайней мере до конца сентября 1943 года) в восточной части Белгородской области и со следующего дня вступил в бои, в частности в районе Понырей, Малоархангельска, Похвального. C 5 июля 1943 года участвует в Курской битве, в этот же день поднят на перехват бомбардировщиков, летящих на Ольховатку. После первых же боёв в полку осталось всего 14 самолётов. После окончания оборонительной фазы Курской битвы, обеспечивает воздушное прикрытие наступающих советских войск в Орловской области, так, 5 августа 1943 года, прикрывает переправу советских частей в верховьях Оки западнее Кром, в августе 1943 года отражает массированный налёт люфтваффе на Курск, затем действует в Брянской области, ведёт воздушные бои над переправами через Днепр у Лоева, осенью 1943 года был задействован в боях в Гомельской области, освобождении Мозыря, в январе-феврале 1944 года — в Рогачевско-Жлобинской наступательной операции. С осени 1943 года начал получать истребители Як-9.
С 28 декабря 1942 года по 9 марта 1944 года лётчики полка совершили 2458 боевых вылетов и сбили 131 вражеский самолёт.
В ходе Белорусской операции c 22 июня 1944 года действует в районах Рогачёв, Могилёв, Бобруйск, участвует в уничтожении окружённых Бобруйской и Минской группировок противника, продолжив наступление, отличился при завоевании и удержании Магнушевского плацдарма.
С июля 1944 года по 14 января 1945 года полк произвёл 864 боевых вылета, в воздушных боях сбил 35 самолётов противника при своих потерях 7 самолётов и 6 лётчиков.
В 1945 году прикрывает небо при прорыве обороны противника на Магнушевском плацдарме в ходе Варшавско-Познанской операции, затем в боях за освобождение Варшавы, Познани, прикрывает Кюстринский плацдарм, в марте 1945 года принимает участие в Восточно-Померанской операции.
С 14 января по 25 января 1945 г. полк произвёл 104 боевых вылета, из них: на штурмовку войск и техники противника — 2 вылета, на перехват противника — 4 вылета, на сопровождение наших штурмовиков — 50 вылетов и на прикрытие наших войск — 48 вылетов. За этот период полк не имел потерь.
С 16 апреля 1945 года участвует в Берлинской наступательной операции, в первый день поднят в воздух для прикрытия штурмовиков Ил-2.
Закончил войну на аэродроме в Пренцлау, со 2 мая 1945 года боевых вылетов не совершал.
После войны некоторое время базировался на аэродроме Тирасполь (МиГ-15), был расформирован на аэродроме Сарата, ОдВО (МиГ-17).

## Полное наименование
- 157-й истребительный авиационный Брестский Краснознамённый полк

## Подчинение
| Дата            | Фронт (округ)         | Армия                | Корпус                                    | Дивизия                                  | Примечания |
| --------------- | --------------------- | -------------------- | ----------------------------------------- | ---------------------------------------- | ---------- |
| 22.06.1941 года | Северный фронт        | -                    | -                                         | 54-я истребительная авиационная дивизия  | -          |
| 01.07.1941 года | Северный фронт        | -                    | -                                         | 54-я истребительная авиационная дивизия  | -          |
| 10.07.1941 года | Северный фронт        | -                    | 7-й истребительный авиационный корпус ПВО | -                                        | -          |
| 01.08.1941 года | Северный фронт        | -                    | 7-й истребительный авиационный корпус ПВО | -                                        | -          |
| 01.09.1941 года | Ленинградский фронт   | -                    | 7-й истребительный авиационный корпус ПВО | -                                        | -          |
| 01.10.1941 года | Ленинградский фронт   | -                    | 7-й истребительный авиационный корпус ПВО | -                                        | -          |
| 01.11.1941 года | Ленинградский фронт   | -                    | 7-й истребительный авиационный корпус ПВО | -                                        | -          |
| 01.12.1941 года | Ленинградский фронт   | -                    | 7-й истребительный авиационный корпус ПВО | -                                        | -          |
| 01.01.1942 года | Резерв Ставки ВГК     | -                    | -                                         | -                                        | -          |
| 01.02.1942 года | Резерв Ставки ВГК     | -                    | -                                         | -                                        | -          |
| 01.03.1942 года | Калининский фронт     | -                    | -                                         | -                                        | -          |
| 01.04.1942 года | Калининский фронт     | 4-я ударная армия    | -                                         | -                                        | -          |
| 01.05.1942 года | Калининский фронт     | 4-я ударная армия    | -                                         | -                                        | -          |
| 01.06.1942 года | Калининский фронт     | 3-я воздушная армия  | -                                         | 210-я истребительная авиационная дивизия | -          |
| 01.07.1942 года | Калининский фронт     | 3-я воздушная армия  | -                                         | 256-я истребительная авиационная дивизия | -          |
| 01.08.1942 года | Калининский фронт     | 3-я воздушная армия  | -                                         | 256-я истребительная авиационная дивизия | -          |
| 01.09.1942 года | Калининский фронт     | 3-я воздушная армия  | -                                         | 256-я истребительная авиационная дивизия | -          |
| 01.10.1942 года | Калининский фронт     | 3-я воздушная армия  | -                                         | 256-я истребительная авиационная дивизия | -          |
| 01.11.1942 года | Калининский фронт     | 3-я воздушная армия  | -                                         | 256-я истребительная авиационная дивизия | -          |
| 01.12.1942 года | Калининский фронт     | 3-я воздушная армия  | 2-й истребительный авиационный корпус     | 256-я истребительная авиационная дивизия | -          |
| 01.01.1943 года | Калининский фронт     | 3-я воздушная армия  | -                                         | 256-я истребительная авиационная дивизия | -          |
| 01.02.1943 года | Калининский фронт     | 3-я воздушная армия  | -                                         | 256-я истребительная авиационная дивизия | -          |
| 01.03.1943 года | Калининский фронт     | 3-я воздушная армия  | -                                         | 256-я истребительная авиационная дивизия | -          |
| 01.04.1943 года | Резерв Ставки ВГК     | -                    | -                                         | 273-я истребительная авиационная дивизия | -          |
| 01.05.1943 года | Резерв Ставки ВГК     | -                    | -                                         | 273-я истребительная авиационная дивизия | -          |
| 01.06.1943 года | Центральный фронт     | 16-я воздушная армия | 6-й истребительный авиационный корпус     | 273-я истребительная авиационная дивизия | -          |
| 01.07.1943 года | Центральный фронт     | 16-я воздушная армия | 6-й истребительный авиационный корпус     | 273-я истребительная авиационная дивизия | -          |
| 01.08.1943 года | Центральный фронт     | 16-я воздушная армия | 6-й истребительный авиационный корпус     | 273-я истребительная авиационная дивизия | -          |
| 01.09.1943 года | Центральный фронт     | 16-я воздушная армия | 6-й истребительный авиационный корпус     | 273-я истребительная авиационная дивизия | -          |
| 01.10.1943 года | Центральный фронт     | 16-я воздушная армия | 6-й истребительный авиационный корпус     | 273-я истребительная авиационная дивизия | -          |
| 01.11.1943 года | Белорусский фронт     | 16-я воздушная армия | 6-й истребительный авиационный корпус     | 273-я истребительная авиационная дивизия | -          |
| 01.12.1943 года | Белорусский фронт     | 16-я воздушная армия | 6-й истребительный авиационный корпус     | 273-я истребительная авиационная дивизия | -          |
| 01.01.1944 года | Белорусский фронт     | 16-я воздушная армия | 6-й истребительный авиационный корпус     | 273-я истребительная авиационная дивизия | -          |
| 01.02.1944 года | Белорусский фронт     | 16-я воздушная армия | 6-й истребительный авиационный корпус     | 234-я истребительная авиационная дивизия | -          |
| 01.03.1944 года | 1-й Белорусский фронт | 16-я воздушная армия | -                                         | 234-я истребительная авиационная дивизия | -          |
| 01.04.1944 года | 1-й Белорусский фронт | 16-я воздушная армия | -                                         | 234-я истребительная авиационная дивизия | -          |
| 01.05.1944 года | 1-й Белорусский фронт | 16-я воздушная армия | -                                         | 234-я истребительная авиационная дивизия | -          |
| 01.06.1944 года | 1-й Белорусский фронт | 16-я воздушная армия | -                                         | 234-я истребительная авиационная дивизия | -          |
| 01.07.1944 года | 1-й Белорусский фронт | 16-я воздушная армия | 6-й истребительный авиационный корпус     | 234-я истребительная авиационная дивизия | -          |
| 01.08.1944 года | 1-й Белорусский фронт | 16-я воздушная армия | 6-й истребительный авиационный корпус     | 234-я истребительная авиационная дивизия | -          |
| 01.09.1944 года | 1-й Белорусский фронт | 16-я воздушная армия | 6-й истребительный авиационный корпус     | 234-я истребительная авиационная дивизия | -          |
| 01.10.1944 года | 1-й Белорусский фронт | 16-я воздушная армия | 6-й истребительный авиационный корпус     | 234-я истребительная авиационная дивизия | -          |
| 01.11.1944 года | 1-й Белорусский фронт | 16-я воздушная армия | 6-й истребительный авиационный корпус     | 234-я истребительная авиационная дивизия | -          |
| 01.12.1944 года | 1-й Белорусский фронт | 16-я воздушная армия | 6-й истребительный авиационный корпус     | 234-я истребительная авиационная дивизия | -          |
| 01.01.1945 года | 1-й Белорусский фронт | 16-я воздушная армия | 6-й истребительный авиационный корпус     | 234-я истребительная авиационная дивизия | -          |
| 01.02.1945 года | 1-й Белорусский фронт | 16-я воздушная армия | 6-й истребительный авиационный корпус     | 234-я истребительная авиационная дивизия | -          |
| 01.03.1945 года | 1-й Белорусский фронт | 16-я воздушная армия | 6-й истребительный авиационный корпус     | 234-я истребительная авиационная дивизия | -          |
| 01.04.1945 года | 1-й Белорусский фронт | 16-я воздушная армия | 6-й истребительный авиационный корпус     | 234-я истребительная авиационная дивизия | -          |
| 01.05.1945 года | 1-й Белорусский фронт | 16-я воздушная армия | 6-й истребительный авиационный корпус     | 234-я истребительная авиационная дивизия | -          |

## Командиры
- Штофф, Владимир Николаевич, майор 1941 — 24.09.41
- Андреев Александр Михайлович, майор, 02.12.41 — ? (снят с должности)
- Федотов Иван Яковлевич, майор 10.06.42 — ?
- Фёдоров, Иван Евграфович, подполковник 23.10.42 — 12.42
- Волков, Виктор Фёдорович, подполковник 27.12.42 — 03.45
- Ткаченко, Александр Павлович, майор 15.03.45 — 05.45

## Награды и наименования
| Награда                | Дата        | За что получена                                              |
| ---------------------- | ----------- | ------------------------------------------------------------ |
| «Брестский»            | 10.08.1944. | за проявленную доблесть и мужество при освобождении г. Брест |
| Орден Красного Знамени | 02.08.1944  | успешные действия в боях за плацдармы на Висле               |

## Отличившиеся воины полка
| Награда | Ф.И.О.                         | Должность                        | Звание            | Данные о вылетах | Дата награждения      | Примечания                                                                                     |
| ------- | ------------------------------ | -------------------------------- | ----------------- | --- | --------------------- | ---------------------------------------------------------------------------------------------- |
|         | Боровых, Андрей Егорович       | командир эскадрильи              | капитан           | Всего за годы войны совершил около 470 боевых вылетов, сбил лично 31 и в группе 14 самолётов противника.                 | 24.08.1944 23.02.1945 | -                                                                                              |
|         | Баранов, Михаил Семёнович      | командир звена                   | Младший лейтенант | к моменту представления 276 боевых вылетов, лично сбил 12 самолётов противника и 9 в составе группы.                     | 24.08.1944            | -                                                                                              |
|         | Волков, Виктор Фёдорович       | командир полка                   | майор             | к моменту представления 236 боевых вылетов, в 59 воздушных боях лично сбил 15 и в составе группы 8 самолётов противника. | 01.07.1944            | -                                                                                              |
|         | Залевский, Владимир Николаевич | заместитель командира эскадрильи | Лейтенант         | к моменту представления 149 боевых вылетов, свыше 30 воздушных боёв. Сбил 11 самолётов противника.                       | 30.01.1943            | 27.07.1941 года совершил двойной таран в районе железнодорожной станции Чаща. Погиб 05.07.1943 |
|         | Маслов, Иван Васильевич        | заместитель командира эскадрильи | Старший лейтенант | к моменту представления 285 боевых вылетов, в 60 воздушных боях сбил лично 15 и в группе 19 самолётов противника.        | 01.07.1944            | -                                                                                              |
|         | Холодный, Георгий Степанович   | лётчик                           | капитан           | к моменту представления 169 боевых вылетов, в 38 воздушных боях сбил 16 и в группе 1 самолёт противника.                 | 15.05.1946.           | -                                                                                              |
|         | Шемендюк, Пётр Семёнович       | заместитель командира эскадрильи | старший лейтенант | к моменту представления 261 боевой вылет, в 40 воздушных боях лично сбил 13 и в группе 6 самолётов противника            | 24.08.1943            | -                                                                                              |

## Известные люди, служившие в полку
- Бровцин, Александр Николаевич (1921—2007) — советский военачальник, генерал-лейтенант, лауреат Ленинской премии. В годы войны служил в полку на должностях командира звена и эскадрильи, совершил 58 боевых вылетов и в шести воздушных боях сбил два вражеских самолёта.